# Taj Mahal
Taj Mahal este un monument în orașul Agra, India. A fost construit de împăratul Shah Jahan drept mausoleu pentru soția sa, Mumtaz Mahal. Clădirea a fost construită între 1630 și 1653.
În 1983 Taj Mahal a devenit parte din patrimoniul mondial UNESCO și rămâne și până astăzi printre cele mai vizitate și faimoase monumente din lume.

## Descriere
Odinioară capitală a Imperiului Mogul (sec. XVI - XVIII), Agra se află la o oră și jumătate de mers cu trenul expres din New Delhi. Turiști din întreaga lume vizitează zona, dar nu pentru ruinele fortăreței construite de acest imperiu, ci pentru a vedea cu ochii lor Taj Mahal-ul. El este cel mai faimos monument din India, un templu magnific ce amintește lumii de bogata civilizație a unei țări care a fost treptat „înghițită” de industrializare. Taj Mahal-ul este cu adevărat cel mai bine păstrat monument mormânt din lume. Poetul englez Edwin Arnold îl descria ca fiind „nu un monument de arhitectură, ci dragostea unui împărat încrustată în piatră”. Este amplasat pe malul râului Yamuna, care servea ca mijloc de apărare a Fortăreței de la Agra, centru al Imperiului Mogul până la mutarea capitalei la Delhi în 1637.
Taj Mahal-ul a fost construit de al cincilea împărat mogul, Shah Jahan, în memoria celei de-a doua soții Mumtaz Mahal, prințesa persană musulmană. Împărăteasa a murit după nașterea celui de-al 14-lea copil, alături de soțul său, în timpul campaniei de zdrobire a rebeliunilor din Burhanpur. Moartea ei l-a afectat într-atât pe împărat încât părul i-a albit în numai câteva luni. Înainte de ultima suflare Mumtaz l-a rugat pe împărat patru lucruri: să-i construiască un mormânt, să se recăsătorească, sa-și iubească fiii și să-i viziteze mormântul la aniversare. 
Șahul a pierdut la decesul soției sale nu numai o consoartă, ci și un abil și inteligent sfetnic politic. Așa a jurat împăratul că va construi un edificiu funerar mareț și fără egal în lume.
Construcția Taj Mahal-ului a demarat în 1631 și a durat 22 de ani. Se spune că 20 de mii de oameni ar fi fost trimiși să muncească aici. Materialele erau aduse din întreaga Indie și din alte zone ale Asiei cu ajutorul unei "flote" ce numără 1000 de elefanți. Proiectat de arhitectul iranian Ustad Isa, Taj Mahal-ul a devenit "simbolul dragostei eterne". Clădirea "răsare" din peisajul roscat, așezată fiind pe o terasă de marmură albă care pune în evidență uriașul dom și cele patru minarete. Ansamblul închide în interior o grădină deosebit de frumoasă cu fântâni arteziene iar aleea principală, care pornește de la intrarea impozantă, este străjuită de arbori ornamentali.
Complexul mai cuprinde în afară de palatul propriu zis și o moschee. Aparent s-ar putea spune că sunt de fapt două moschei, însă una dintre clădiri este construită doar pentru simetrie, întregul complex fiind construit simetric. Înăuntrul domului se află sicriul împărătesei încrustat cu pietre prețioase. Atât de strălucitoare sunt interioarele incât au fost descrise ca fiind "proiectate de uriași și finisate de bijutieri". Singurul obiect asimetric din interiorul domului este sicriul împăratului care a fost construit alături de cel a reginei, 35 de ani mai târziu. Aceeași marmură este întâlnita și in camera mortuară, care prezintă sculpturi cu modele florale. 
Cu toate că este un mormânt, este adevărat - deosebit, plutește între cer și pământ cu formele lui simetrice perfecte și cu grădinile din jur reflectându-se în oglinda lacului împrejmuitor. În fața acestor minuni, turiștii rămân realmente gură cască.
Monument al dragostei trainice, Taj Mahal-ul are multe locuri ce se ascund ochilor vizitatorilor grăbiți. Baza rectangulară a clădirii este ea însăși un simbol. Poarta principală se aseamănă unui văl, pe care femeile Indiei îl poartă în noaptea nunții. Binecunoscutele imagini ale Taj-ului nu corespund întru totul legendei, poeziei și romantismului despre care Rabindranath Tagore obișnuia să spună că este "o lacrimă pe obrazul timpului". Culorile ansamblului se schimbă de la oră la oră și de la anotimp la anotimp așa incât Taj Mahal-ul și mormântul pe care îl găzduiește nu sunt niciodată la fel.
Ca o bijuterie strălucește Taj-ul în lumina lunii, captată de nenumăratele pietre prețioase încrustate în marmură. La răsărit întreg ansamblul pare roz, iar seara alb-galbui. Schimbarea culorilor se spune că este simbolul stării de spirit a femeilor. In vremurile de demult, existau aici uși de argint, iar în interior era amplasat un grilaj de aur masiv și o textura de perle direct pe lespedea funerară. Acestea au fost furate.
Clădirea este situată într-un decor natural și comunică cu exteriorul printr-o poartă înaltă și masivă, care este simbolul clar al intrării în paradis. Aceasta era fabricată din argint masiv și nituită cu cuie de argint, însa, din cauză că era foarte grea, s-a scufundat. A fost înlocuită cu una din alama, mult mai ușoară.
Potrivit legendei, Shah Jahan a intenționat să construiască pentru el însuși un monument similar, dar că acesta ar fi urmat să fie construit din marmură neagră pe malul celălalt al râului Yamuna.
Soarta, însă, i-a fost potrivnică: fiul său, Aurangzeb, s-a autoproclamat rege în anul 1658 și l-a menținut în captivitate în fortul de la Agra timp de nouă ani, sub formă de arest la domiciliu.
Tragedia survine aici: din interiorul fortului, fostul împarat mogul avea în departare privelistea și, totdată, perspectiva Taj Mahal-ului.
Deși iubirea puternică pentru soția călăuzitoare de vieți, nu a încetat nici chiar în momentul morții soțului iubit, totuși soarta le-a mai pregătit incă ceva celor doi: Taj Mahal-ul se schimbă din cauza poluării. Acesta își schimbă culoarea în galben, din cauza poluării, în pofida restricțiilor impuse activităților industriale și circulației rutiere. Pentru conservarea monumentului, Curtea Supremă indiană a ordonat în urmă cu zece ani închiderea sau mutarea turnătoriilor, cărămidăriilor și sticlăriilor din apropierea Taj Mahal-ului, situat la Agra, în nordul țării. Numai vehiculele electrice sunt autorizate în apropierea mormântului, iar calitatea aerului este măsurată regulat.
Cu toate acestea, depunerea de particule de materie în suspensie pe marmura albă a Taj Mahal-ului îi dă o tentă galbenă la suprafață, potrivit unui raport parlamentar ale cărui concluzii au fost publicate marți de ziarul Times of India. Comisia recomandă aplicarea unui tratament pe bază de argilă pe fațada monumentului, așa cum s-a mai făcut deja în trecut.